# Flamingo FC
Dit overzicht is mogelijk incompleet; u kunt helpen door het uit te breiden.
Flamingo FC is een Surinaamse voetbalclub. De club heeft het Emiel Briel Stadion in Lelydorp als thuisbasis.
Flamingo komt uit in de Tweede Divisie van de Surinaamse Voetbal Bond (stand 2019).